# 자크 빌뇌브

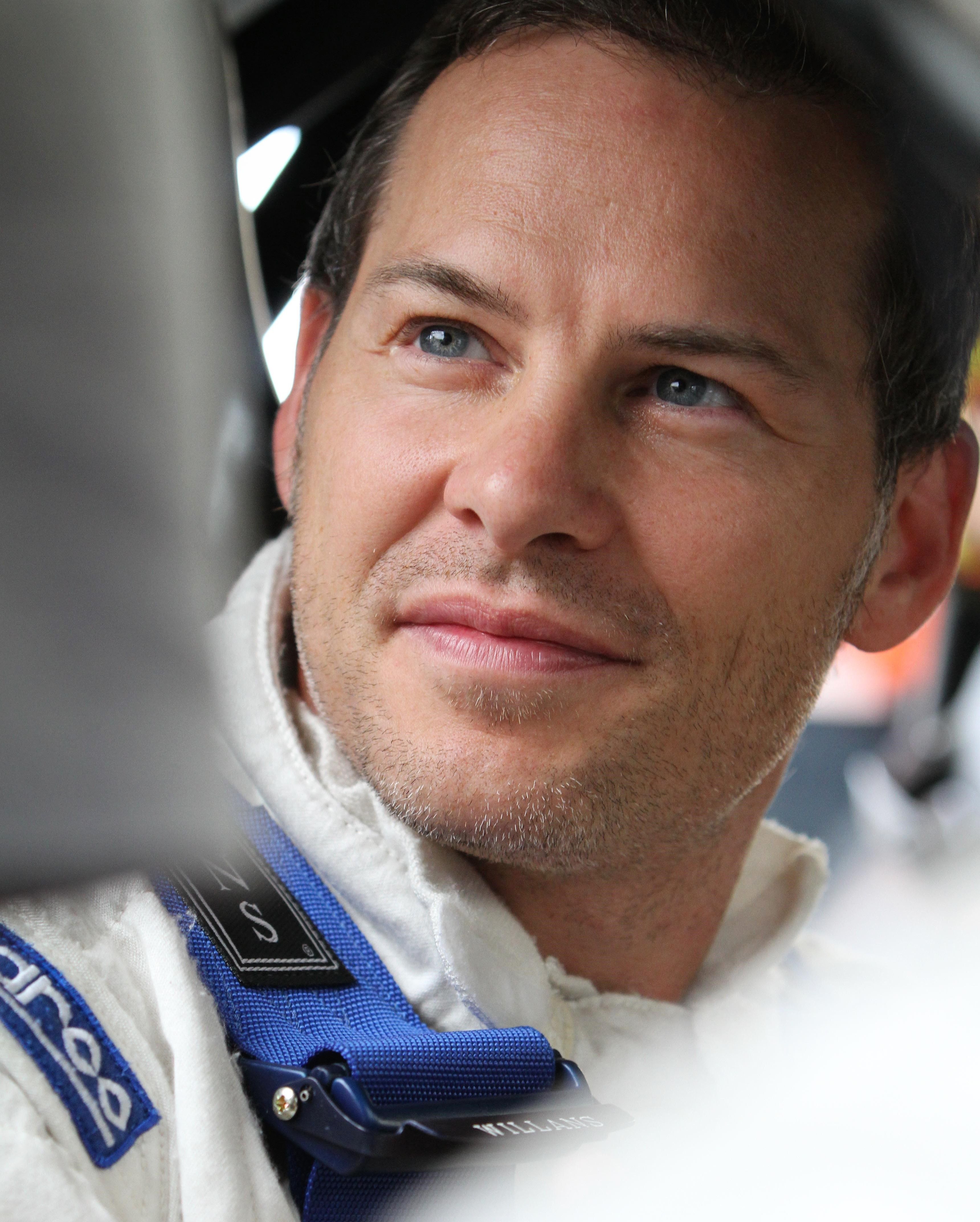
2010년 빈티지 레이싱 이벤트에서의 빌르너브.

자크 조지프 샤를 빌뇌브(Jacques Joseph Charles Villeneuve, 1971년 4월 9일~ )는 캐나다의 자동차 경주인이자 아마추어 음악가이다. 윌리엄스와 함께 1997년 포뮬러 원 월드 챔피언십에서 우승했다. 포뮬러 원(F1) 외에도 다양한 형태의 자동차 경주에 참가하여 1995년 인디애나폴리스 500과 1995년 PPG 인디 카 월드 시리즈에서 우승했다. 그는 전 페라리 레이싱 드라이버 질 빌뇌브의 아들이다.
빌뇌브는 18세에 이탈리아 포뮬러 3 챔피언십(Italian Formula Three Championship)에서 경주를 시작했으며 1989년부터 1991년 사이에 경주했다. 그는 더 높은 등급의 토요타 애틀랜틱 챔피언십(Toyota Atlantic Championship)으로 옮겨 1992년 시즌에 한 경주에 참가했고 1993년 챔피언십에서 전체 3위를 차지했다. 그는 1994년 시즌에 포사이드/그린 레이싱(Forsythe/Green Racing) 팀과 함께 챔피언십 오토 레이싱 팀스(Championship Auto Racing Teams)에서 경쟁을 시작했으며 드라이버 챔피언십에서 1승을 거두며 6위를 기록하고 올해의 신인상과 인디애나폴리스 500 올해의 신인상을 수상했다. 다음 해에 팀 그린으로 이름이 변경된 빌뇌브는 4개의 레이스(인디애나폴리스 500 포함)와 드라이버 챔피언십에서 우승했다.
빌뇌브는 2006년 시즌 중반에 포뮬러 원을 떠나 스포츠카 경주, NASCAR, 투어링 자동차 경주 등 다양한 형태의 자동차 경주에 참가하기 시작했다. 이러한 형태의 경주에서는 성공하지 못했지만 그는 2008년 푸조의 스파 드라이빙 1000km에서 우승했다. 빌뇌브는 1998년에 퀘벡 국가 훈장 장교로 임명되었다. 1995년과 1997년에 로우 마시(Lou Marsh) 트로피와 라이오넬 코나처(Lionel Conacher) 상을 모두 수상했다. 빌뇌브는 캐나다 모터 스포츠 명예의 전당, 스포츠 명예의 전당과 FIA 명예의 전당 입회자이다.